# Haj Amin al-Husseini
Mohammed Amin al-Husseini eller Haj Mohammed Effendi Amin el-Husseini (arabiska: محمد أمين الحسيني, även al-Husayni, Hajj och Al-Hajj), född mellan 1895 och 1897 i Jerusalem, död 4 juli 1974 i Beirut, var en palestinsk nationalist, muslimsk religiös ledare, militär och SS-officer.
Amin al-Husseini var medlem av en av Jerusalems mest ansedda familjer och innehade två höga ämbeten; han var stormufti av Jerusalem och ordförande för det Muslimska högsta rådet. Han efterträdde sin bror Kamil al-Husayni 1921 som stormufti.

## Biografi
Amin al-Husseini föddes 1895 eller 1897, i Jerusalem. Hans far var Jerusalems dåvarande stormufti Tahir al-Husayni, vilken var motståndare till sionismen.
Amin al-Husseini tillhörde al-Husseiniklanen, som var välbeställda jordägare i södra Palestina, främst i Jerusalems närhet. Denna klan tillhörde den palestinska eliten alltsedan början av 1700-talet. Detta tog sig bland annat uttryck i att tretton av dess medlemmar var borgmästare i Jerusalem mellan 1864 och 1920. Det kan i sammanhanget nämnas att en kusin till Amin al-Husseini, Hamida Khalifa Al-Husseini, var Yasser Arafats mor.

### Tidiga år
Amin al-Husseini studerade inledningsvis i Jerusalem, först vid en koranskola, kuttub, och därefter vid en skola, rüshidiyye, som drevs av den osmanska staten, och lärde sig där turkiska, samt vid en skola som drevs franska katolska missionärer, där han lärde sig franska. Han studerade även vid Alliance Israélite Universelle, som leddes av Albert Antébi, vilken hade judiskt ursprung, men dock inte var sionist.
al-Husseini studerade islamisk lag 1912 vid al-Azhar-universitetet i Kairo. Där var han involverad i upprättandet av en palestinsk antisionistisk studentorganisation. I Kairo studerade han även vid Dar al-Da'wa wa-l-Irshad, som leddes av Rashid Rida, en salafistisk intellektuell som förblev hans mentor fram till sin död 1935. Före första världskriget studerade han administration i Konstantinopel, som ansågs som den mest sekulära osmanska institutionen.
1913 gjorde al-Husseini en pilgrimsfärd till Mecka tillsammans med sin mor Zainab, och kunde följaktligen benämnas som Hajj. Hans utbildning kan sägas vara typisk för personer med motsvarande ställning inom Osmanska riket vid denna tid, och även om han kan sägas ha varit förutbestämd att inneha ett religiöst ämbete, så bar han ingen religiös turban förrän 1921, då han utnämndes till mufti.

### Första världskriget
Under första världskriget tjänstgjorde Amin al-Husseini inledningsvis för Osmanska riket. Han utbildades vid den osmanska militärakademin 1914-1915, och blev därefter artilleriofficer i den 47:e brigaden, som var stationerad vid Izmir. I november 1916 lämnade al-Husseini armén då han hade beviljats tre månaders ledighet för att återhämta sig efter en sjukdom, och återvände då till Jerusalem, där han greps av britterna.
al-Husseini kom därvid att delta i den arabiska revolten mot Osmanska riket och blev officer i Sharif Hussein ibn Alis förband, samtidigt som han var anställd av den brittiska militära administrationen som rekryterare. Han kom härvid att rekrytera soldater till den blivande kung Faisal I av Iraks armé.

### Mellankrigstiden
Amin al-Husseini deltog vid den syriska nationalkongressen i Damaskus 1919, och han stödde då att emir Faisal skulle bli Det Arabiska Kungadömet Syriens kung, vilket denne också blev den 8 mars 1920, men dock endast till den 24 juli 1920. Samma år grundade han en avdelning av den syriskbaserade "Arabklubben", Al-Nadi al-arabi, i Jerusalem, vilken hade en probrittisk inriktning.

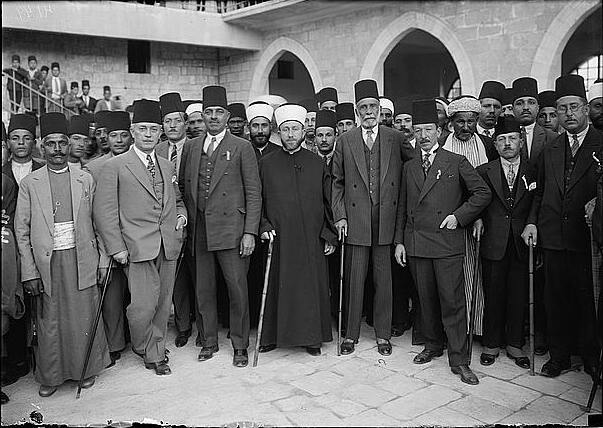
Deltagare i en protestdelegation som skickades till London i december 1929 med anledning av konflikter under det Brittiska Palestinamandatet.
Från vänster till höger: Okänd, Raghib al-Nashashibi, Okänd, Amin al-Husseini och Musa al-Hussaini.

Amin al-Husseini var motståndare till en judisk stat inom gränserna för det dåvarande Brittiska Palestinamandatet och verkade 1920 som nationalistledare i Palestina. Sedan demonstrationer hade blivit våldsamma flydde al-Husseini till Syrien. Han blev dömd i sin frånvaro till fängelse för upprorisk agitation, men benådades efter ett par månader av Lord Herbert Samuel. 
Då Amin al-Husseinis bror Kamil al-Hussaini avled 1921 skulle en ny mufti utses. Vid det val som hölls kom Amin al-Husseini först på fjärde plats, de tre första var samtliga Nashashibi-kandidater. Samuel ville bevara balansen mellan al-Husseiniklanen och Nashashibiklanen. Ett år tidigare hade britterna bytt ut Musa al-Husseini mot Ragheb al-Nashashibi som Jerusalems borgmästare. Därför förmådde britterna, med stöd av Ragheb al-Nashashibi och Sheikh Hussam Jārallāh, den främste Nashashibi-kandidaten, Sheikh Hussam ad-Din Jarallah, att dra tillbaka sin kandidatur. Därmed kunde britterna, i enlighet med den osmanska rätten, utse den kandidat som Samuels föredrog, och då kunde Jerusalems guvernör Sir Robert Storrs utnämna al-Husseini till mufti av Jerusalem den 8 maj 1921, varvid al-Husseini gav sig själv titeln stormufti.

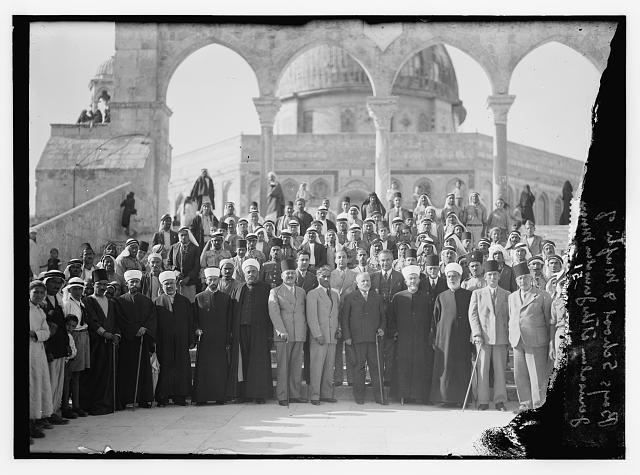
Amin al-Husseini framför Klippdomen i Jerusalem, 1921 – 1931. I bakgrunden står pojkskoleelever.

År 1922 valdes al-Husseini till ordförande i det Muslimska högsta rådet i Jerusalem, vilket Samuels hade bildat 1921. Detta råd kontrollerade bland annat de tillgångar som hade avsatts som waqf. Därmed kunde han medverka till restaureringen av Klippdomen samt al-Aqsamoskén. För detta ändamål anlitades arkitekten Mimar Kemalettin, och Ernest Richmond var ansvarig för att tillvarata de antikvariska intressena. 
I december 1931 organiserade al-Husseini en all-islamsk konferens i Jerusalem, och han valdes till konferensens ordförande. Därvid kom han i kontakt med bosniska muslimska politiska och religiösa ledare som Mehmed Spaho, Uzeiraga Hadzihasanovic och hadzi-Mujaga Merhemic. 1936 blev han ledare för det Arabiska högre utskottet 
Franz Reichert, vilken ansvarade för den tyska nyhetsbyrån Deutsches Nachrichtenbüros palestinska avdelning tycks ha varit den som etablerade al-Hussains tyska kontakter, och han kontaktade i detta ändamål den tyske konsuln i Jerusalem. al-Husseini skall 1936 för första gången träffat den schweiziske finansmannen François Genoud, vilken har kallats Tredje Rikets bankir, i samband med dennes besök i Palestina. Dåvarande chefen för tyska säkerhetspolisen Reinhard Heydrich skickade i september 1937 två SS-officerare, Adolf Eichmann och Herbert Hagen till Palestina. En av deras viktigaste uppgifter var att etablera kontakter med stormuftin. I slutet av 1930-talet deltog al-Husseini i den arabiska revolten mot det brittiska styret och judisk invandring, och efterlyst av britterna flydde han 1937 till Libanon och två år senare till Irak.

### Andra världskriget

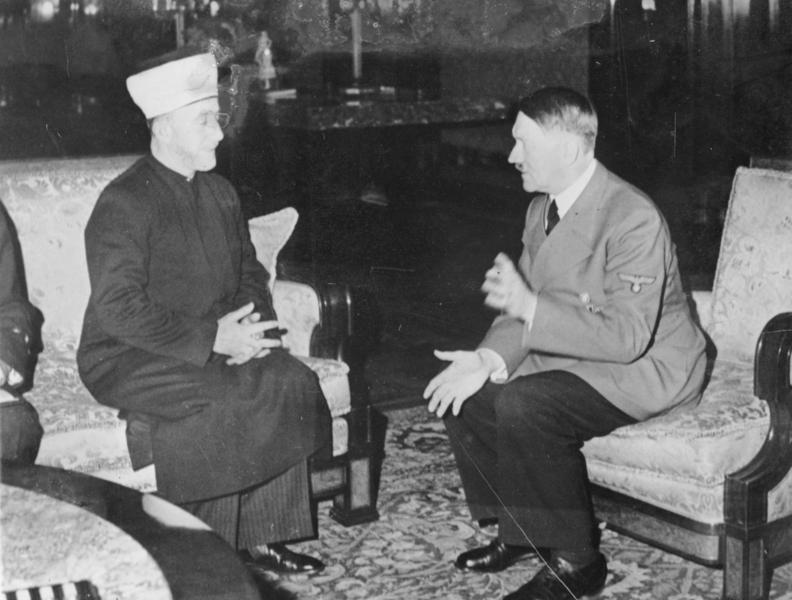
Jerusalems stormufti Haj Amin al-Husseini och Adolf Hitler 1941

I början av det andra världskriget vistades Amin al-Husseini i Irak, som då styrdes då av den probrittiske regenten 'Abd al-Ilah och premiärministern Nuri as-Said. Vid statskuppen den 1 april 1941, som Amin al-Husseini deltog i, störtades dessa med stöd och finansiering från Nazityskland och ersattes av en regim där Rashid Ali blev premiärminister. 
Efter det anglo-irakiska kriget flydde al-Husseini först till Persien, och sedan vidare till Italien. Han anlände till Rom den 11 oktober 1941, och den 27 oktober sammanträffade al-Husseini med Benito Mussolini. Därefter reste han vidare till Tyska Riket, och han anlände till Berlin den 6 november 1941, där han kom att vistas under huvuddelen av det andra världskriget.
Han välkomnades varmt av de relativt få muslimerna i Tyskland, det fanns vid denna tid cirka 3000 muslimer i Tyskland, varav cirka 400 hade konverterat till islam. I Berlin var han verksam vid "Islamischen Zentral-Instituts zu Berlin". Detta var dock inte den enda muslimska organisationen i Berlin. Den 31 oktober 1932 startades "der Verein Islamischer Weltkongreß/Zweigstelle Berlin", som startade "Islam-Kolloquium", den första muslimska läroanstalten i Tyskland. 1939 grundades "des Islam Instituts (Ma’ahad-ul-Islam) zu Berlin", och det fanns även andra liknande organisationer. Den 20 november 1941 träffade han utrikesminister Joachim von Ribbentrop, och mottogs av Adolf Hitler den 28 november. Han bad därvid Adolf Hitler om hjälp gentemot judarna i det palestinska mandatet.
Efter mötet med Hitler kom han i kontakt med SS-Obergruppenführer Gottlob Berger, vilken hade det högsta ansvaret för rekrytering till SS. I december 1941 utnämnde Reichsführer-SS Heinrich Himmler al-Husseini till SS-Gruppenführer, vilket motsvarade generallöjtnant inom armén. Himmler och al-Husseini utvecklade även personliga vänskapsband. Under andra världskriget propagerade al-Husseini för axelmakterna i radiosändningar som riktade sig till arabstaterna. Walter Winchell kallade honom för 'den arabiske Lord Haw-Haw', vilket kan illustrera hans betydande insatser i detta avseende.

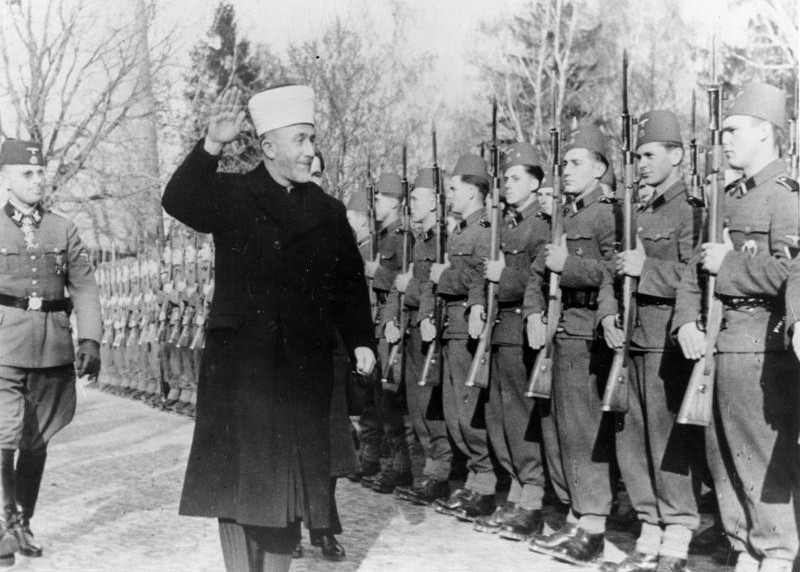
SS-Gruppenführer Haj Amin al-Husseini inspekterar ett SS-förband ur 13. Waffen-Gebirgs-Division der SS Handschar (kroatische Nr. 1), tillsammans med dess befälhavare SS-Brigadeführer Karl-Gustav Sauberzweig.

Amin al-Husseini arbetade med att rekrytera muslimska frivilliga till den tyska krigsmakten, främst i balkan. Hans insatser härvidlag har ansetts som mycket betydelsefulla. I april 1943 kom han exempelvis till Sarajevo, där han mottogs entusiastiskt, och träffade bland andra Uzeiraga Hadzihasanovic och hadzi-Mujaga Merhemic, vilka han redan 1931 hade knutit kontakter med i samband med den all-islamska konferensen i Jerusalem. Han verkade vid sitt besök kraftfullt för att muslimer skulle ansluta sig till Waffen-SS. I maj 1943 överfördes al-Husseini formellt till SS högkvarter, där han deltog i rekryteringen av SS män från Balkan, Sovjet, Mellanöstern och Nordafrika. Ett stort antal muslimer kom också att tjänstgöra inom Waffen-SS, och divisionerna 13. Waffen-Gebirgs-Division der SS Handschar (kroatische Nr. 1), 21. Waffen-Gebirgs-Division der SS Skanderbeg (albanische Nr. 1) och 23. Waffen-Gebirgs-Division der SS Kama (kroatische Nr. 2) bestod huvudsakligen av muslimer. För att tillgodose behovet av imamer inom SS, och då särskilt dess fältförband, startade SS en imamutbildning i Dresden, för vilken al-Husseini skall ha haft ett övergripande inflytande över. 
Amin al-Husseini utformade, tillsammans med Kurt Wieland, operation ATLAS i oktober 1944. Då luftlandsattes ett specialförband ur SS bestående av fem män. Tre av dessa tillhörde en pietistisk sekt, Tempelgesellschaft, och hade tidigare bott i Palestina, förutom Kurt Wieland själv, även Werner Frank och Dyininger Shaffer. De andra två var palestinier, Hasan Salama och Abdul Latif. Syftet var att förgifta Tel Avivs dricksvatten och förbandet medförde därför tillräckligt med gift för att kunna döda cirka 250 000 människor. Förbandet avslöjades dock, varför attacken kunde avvärjas. Dyininger Shaffer greps dock inte förrän 1946 och Hasan Salama stupade i 1948 års arabisk-israeliska krig.

### Efterkrigstiden

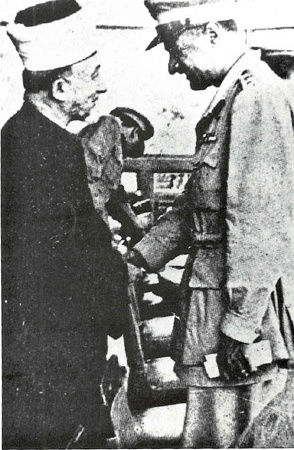
Jerusalems stormufti Haj Amin al-Husseini träffar General Gamal Abdel Nasser 1948.

I andra världskrigets slutskede flydde al-Husseini till Schweiz, varifrån han återsändes till Tyskland, och greps i Konstanz den 5 maj av franska trupper, och sändes den 19 maj till Parisområdet, där han sattes i husarrest. Frankrikes förre ambassadör i Syrien Henri Ponsot förde diskussionerna med al-Husseini och det ansågs att al-Husseini kunde gynna de franska intressena i mellanöstern. Storbritannien begärde redan den 24 maj 1945 att han skulle utlämnas, då de betraktade honom som en brittisk medborgare som hade samarbetat med Tyskland, även Jugoslavien begärde att al-Husseini skulle utlämnas, men Frankrike vägrade i båda fallen att göra detta. Hans tillvaro i Frankrike var därför trygg, han kunde träffa vilka han ville, och han kunde även skaffa sig en egen privat bil under oktober 1945, låt vara att den inköptes i en av hans sekreterares namn.
Den 29 maj 1946 lämnade al-Husseini Frankrike med en TWA-flight till Kairo med ett förfalskat syriskt pass, och det skall ha dröjt 12 dagar innan den franske utrikesministern insåg att han hade flytt. I Egypten kunde inte britterna gripa honom, då han beviljades en fristad där av kung Farouk I av Egypten. 1946 begärde Jugoslavien att Egypten skulle lämna ut al-Husseini som misstänkt för krigsförbrytelser och brott mot mänskligheten, vilket Egypten dock vägrade. 
Han kom att ha fortsatt inflytande i den arabiska politiken. Bland annat organiserade han 1947-1948 från Syrien Palestinaarabernas motstånd mot FN:s beslut att dela Palestina i en judisk och en arabisk stat.
Han utsågs den 1 oktober 1948 av det palestinska nationalrådet som ledare för den All-palestinska regeringen i Gaza, vilken utropade Palestina som en oberoende stat.
Han ledde Världsmuslimkongressen i Karachi under februari 1951. Efter att ha lett Världsmuslimkongressen 1962 lämnade han det offentliga livet och slog sig ned i Libanon. al-Husseini avled i Beirut den 5 juli 1974, och han önskade bli begravd i Jerusalem, men denna önskan bifölls inte av de israeliska myndigheterna.

### Förintelsen

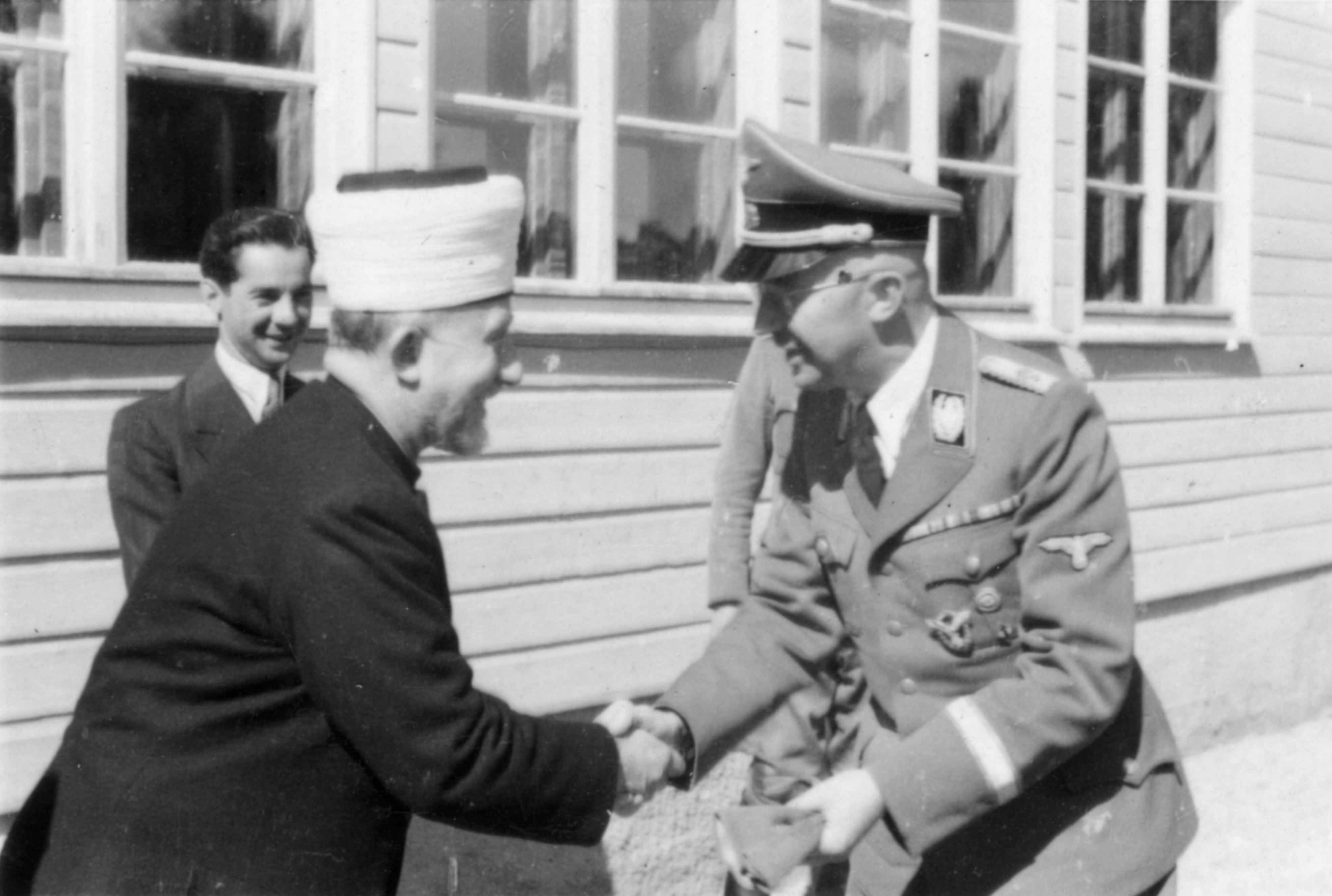
SS-Gruppenführer Haj Amin al-Husseini och Reichsführer-SS Heinrich Himmler 1943

En av Adolf Eichmanns ställföreträdare, Dieter Wislicenys, konstaterade efter kriget att al-Husseini aktivt hade uppmuntrat utrotningen av Europas judar. 
Tyskarna ville ha arabernas stöd mot en framtida judisk stat och Hitler försäkrade att "det judiska problemet" i Mellanöstern skulle "åtgärdas".
Wisliceny uppgav att al-Husseini och Eichmann tillsammans skall ha besökt Auschwitz, en uppgift som dock Eichmann själv förnekade.
Då al-Husseini fått uppgifter om att 4000 judiska barn, tillsammans med 500 vuxna, hade lyckats ta sig till Palestina uppvaktade han den 13 maj 1943 det tyska utrikesdepartementet och uppmanade utrikesministern att "göra sitt yttersta" för att förhindra att Ungern, Bulgarien och Rumänien skulle medverka till sådana händelser. I september 1943 fördes intensiva förhandlingar som syftade till att rädda 500 judiska barn från staden Rab i Oberoende staten Kroatien, i samband med Italiens kapitulation. Dessa förhandlingar bröt samman då al-Husseini blockerade deras avresa till Turkiet, eftersom de slutligen skulle nå Palestina. Den 25 juli 1944 skrev al-Husseini till den ungerske utrikesministern och motsatte sig att 900 judiska barn och 100 vuxna skulle tillåtas lämna Ungern, med all sannolikhet därför att han fruktade att dessa skulle hamna i Palestina. I detta brev anförde han att om en sådan folkförflyttning ansågs nödvändig så borde de sändas till exempelvis Polen, där de skulle kunna hållas under "aktiv kontroll" vilket påstods medverka till att "undvika risker och förebygga skador". 
Den 2 november 1943 skickade Reichsführer-SS Heinrich Himmler följande telegram till stormuftin, vilket kan vara belysande för hur den tyska ledningen värderade al-Husseini:
| ” | "Till stormuftin: Den nationalsocialistiska rörelsen i Stor-Tyskland har alltsedan starten kampen mot världens judar inskriven på sin fana. Den har därför med särskild sympati följt frihetsälskande arabers kamp, särskilt i Palestina, mot judiska inkräktare. Den naturliga alliansen mellan det nationalsocialistiska Stortyskland och frihetsälskande muslimer i hela världen vilar på erkännandet av denna fiende och i den gemensamma kampen mot densamma. I denna anda sänder jag dig på årsdagen av den ökända Balfourdeklarationen mina hjärtliga hälsningar och förhoppningar om en framgångsrik strävan mot den slutliga segern. Reichsführer SS Heinrich Himmler" | „ |

Det finns uppgifter som tyder på att om tyskarna skulle ha erövrat Kairo så hade man haft planer på att utrota dess judiska befolkning. Emellertid skall den tyske befälhavaren Erwin Rommel skarpt ha motsatt sig dessa planer, vilket medförde att den SS-officer som erhållit detta uppdrag, Walter Rauff, återvände till Tyskland med oförrättat värv. 
Nyligen upptäckta dokument i tyska UD samt militärarkivet i Freiburg im Breisgau visar att nazisterna planerade en utrotning av de palestinska judarna vid en eventuell seger mot britterna i Egypten. Det finns även uppgifter som indikerar att al-Husseini skulle ha erhållit kopior på ritningarna till Auschwitz, i syfte att kunna uppföra en snarlik anläggning, vilken avsågs lokaliseras till området kring Nablus i det brittiska Palestinamandatet. För detta ändamål avsåg man upprätta en särskild enhet inom SS benämnd "Einsatzkommando Ägypten", men vars verksamhet inte bara var avsedd att enbart beröra Egypten, utan även ändra områden i mellanöstern. Emellertid kom denna enhet aldrig att förverkligas, vilket troligen kan hänföras till att förutsättningarna för denna enhets verksamhet bortföll efter Slaget vid el-Alamein. I en bok som behandlar dokumenten drar författarna slutsatsen att Haj Amin al-Husseini var Tysklands viktigaste kollaboratör.